# The Sound of The Shadows
The Sound of The Shadows è un album del gruppo musicale britannico The Shadows, pubblicato dall'etichetta discografica Columbia Graphophone/EMI nel 1965.

## Tracce

### Lato A
1. Brazil
2. The Lost City
3. A Little Bitty Tear
4. Blue Sky, Blue Sea, Blue Me
5. Bossa Roo
6. Five Hundred Miles
7. Cotton Pickin'

### Lato B
1. Deep Purple
2. Santa Ana
3. The Windjammer
4. Dean's Theme
5. Breakthru'
6. Let It Be Me
7. National Provincial Samba